# Kikwe
Kikwe ist ein Verwaltungsbezirk (Ward) des Distrikts Meru in der tansanischen Region Arusha.

## Geografie
Kikwe liegt im Norden von Tansania, etwa 15 Kilometer südöstlich der Regionshauptstadt Arusha.
Das Klima im Bezirk ist mild, warm und gemäßigt, Cfa nach der effektiven Klimaklassifikation. Im Jahr regnet es durchschnittlich 727 Millimeter, das Maximum der Niederschläge liegt mit 157 Millimeter im April. In den Monaten Juni bis Oktober regnet es jeweils weniger als 30 Millimeter. Die Durchschnittstemperatur schwankt zwischen 17,2 Grad Celsius im Juli und 23,1 im Februar.
Der Bezirk hat eine Fläche von 42 Quadratkilometern. Bei der Volkszählung 2022 lebten hier 10.965 Menschen in 3030 Haushalten.

## Gliederung
Der Bezirk besteht aus vier Gemeinden (Mtaa) mit 13 Orten (Kitongoji):
| Kikwe - Malala - Huduma - Luwaini | Nambala - Malala - Nganana - Njoro | Maweni - Mboga - Posta - Maziwa | Karangai - Miembeni - Bondeni - Mtoni - Nrumangeny |

## Wirtschaft und Infrastruktur
- Gesundheit: In den Gemeinden Karangai und Nambala gibt es je eine Apotheke, jene in Karangai ist öffentlich, die in Nambala wird privat geführt.[7][8]
- Bildung: Die Kikwe Secondary School ist eine weiterführende öffentliche Schule mit einer Ausbildung bis zur 4. Stufe.[9]